# 美利堅峽谷 (加利福尼亞州)
美利堅峽谷（英語：American Canyon），是美国加利福尼亚州纳帕县南部、舊金山灣區北部的一座城市，離舊金山東北邊約35英里（56）。市政府建制于1992年1月1日，是灣區最新建制的城市。城市面积约为12.5平方公里，根据2010年美国人口普查，该市有人口19,454人。